# Andrzej Kaproń
Andrzej Kaproń – polski doktor historii i nauk społecznych, publicysta oraz nauczyciel i wykładowca.
Jest absolwentem Uniwersytetu Marii Curie-Skłodowskiej w Lublinie. Współpracował z „Dziennikiem Wschodnim” (1996–1998) oraz z „Nowym Tygodniem w Lublinie” (2006–2008). Publikował również w Gazecie Wyborczej. Jest nauczycielem w XXIII Liceum Ogólnokształcącym im. Nauczycieli Tajnego Nauczania
W 2006 r. odznaczony Brązowym Krzyżem Zasługi.

## Publikacje
Autor książek historycznych głównie związanych z Lublinem:
- Cudzoziemscy nauczyciele gimnazjum lubelskiego w latach 1815–1915 Wyd. „Norbertinum”, Lublin 2001.
- Francuzi w dziewiętnastowiecznym Lublinie, Wyd. „Polihymnia”, Lublin 2003 ISBN 978-83-7270-202-9.
- O Henryku Wiercieńskim, Wydawnictwo My Book, Szczecin 2009 ISBN 978-83-7564-196-7.
- Ostatni wojewoda lubelski II Rzeczypospolitej, Wydawnictwo Polihymnia, Lublin 2004, ISBN 83-7270-278-0.
- Szwajcarzy na Lubelszczyźnie w latach 1815–1914, Wydawnictwo My Book, Szczecin 2009 ISBN 978-83-7564-226-1.